# Echinaster spinulosus
Echinaster spinulosus är en sjöstjärneart som beskrevs av Addison Emery Verrill 1869. Echinaster spinulosus ingår i släktet Echinaster och familjen krullsjöstjärnor. Inga underarter finns listade i Catalogue of Life.